# Пролетарская демократия
«Пролетарская демократия» (ПД, итал. Democrazia Proletaria) — итальянская коммунистическая партия, действовавшая в 1975 по 1991 годы.

## Деятельность
Организация была основана в 1975 году как электоральный союз нескольких левых партий (Партии пролетарского единства за коммунизм, «Рабочего авангарда», Движения трудящихся за социализм, Марксистско-ленинской коммунистической организации, Коммунистической революционной группы — IV Интернационал и Союза коммунистов), крупнейшей из которых была Партия пролетарского единства (наследница фракции в Итальянской социалистической партии пролетарского единства). Она объединила коммунистов, несогласных с линией руководства ИКП, с частью троцкистов и левых социалистов. С 1978 года ПД существовала как единая партия. Её эмблемой был серп и молот на фоне земного шара.
Ведущей фигурой в ПД стал Марио Капанна, неформальный лидер итальянских «новых левых» во время протестов 1968—1969 годов. Другими известными личностями в партии были борец с мафией Джузеппе Импастато, убитый во время предвыборной кампании 1978 года, и актёр Паоло Вилладжо. ПД решительно осуждала так называемый «исторический компромисс» между еврокоммунистической ИКП и буржуазным истеблишментом во главе с Христианско-демократической партией.
В 1976 году участвовала в парламентских выборах и получила 1,51% голосов и 6 мест в Палате депутатов, в 1983 году — 1,47% и 7 мест, в 1987 году — 1,66% и 8 мест. В 1979 году партия получила одно место в Европарламенте. 
В 1991 году вместе с Движением коммунистического возрождения, недовольным преобразованием Итальянской коммунистической партии в деидеологизированную реформистскую Партию демократических левых сил, ПД создала Партию коммунистического возрождения.